# James Tomkins (football)
Pour les articles homonymes, voir James Tomkins et Tomkins.
James Tomkins, né le 29 mars 1989 à Basildon (Angleterre), est un footballeur anglais qui évolue au poste de défenseur.

## Biographie
Formé à West Ham Utd, il débute en Premier League le 22 mars 2008 contre Everton FC, à la suite des blessures de James Collins, Danny Gabbidon et Matthew Upson. Ces mêmes blessures qui lui permettrons de décrocher cinq titularisations dans cette fin de saison, ce qui lui permettra de remporter le titre honorifique de meilleur jeune Hammer 2007-2008.
Le 27 novembre 2008, Tomkins est prêté à Derby County pour cinq semaines au cours desquels il enchaînera huit matchs de Championship (deuxième division). De retour à West Ham Utd le 31 décembre 2008, le nouveau manager Gianfranco Zola l'intègre régulièrement à l'équipe, et le 4 avril 2009 il inscrit son premier but contre Sunderland, de la tête sur un corner de Mark Noble.
Le 5 juillet 2016, il s'engage pour cinq ans avec Crystal Palace.

### International
James Tomkins joue dans toutes les sélections de jeunes en Angleterre, des moins de 17 ans aux espoirs.
Il est sélectionné parmi l'équipe de Grande-Bretagne olympique lors des Jeux olympiques de 2012.

## Palmarès

### Distinction personnelle
- Membre de l'équipe-type de deuxième division anglaise en 2012.